# Kaitlyn Lawes
Leslie Kaitlyn Lawes (Winnipeg, 16 december 1988) is een Canadees curlingspeelster.

## Carrière
Lawes startte als curler op vierjarige leeftijd. In 2008 werd ze eerste bij het kampioenschap junioren van Manitoba. Haar team kwalificeerde zich hiermee voor deelname aan de Wereldkampioenschappen junioren van 2008, waarbij uiteindelijk brons werd behaald.
Tijdens de Olympische Winterspelen van 2014 in Sotsji won het team van Jennifer Jones de gouden medaille. In de finale speelde Canada tegen Zweden met een eindscore van 6-3. Begin 2018 won Lawes haar tweede gouden medaille met het gemengddubbel tijdens de Olympische Winterspelen van 2018 in Pyeongchang.

## Palmares
Olympische Winterspelen
- 2014:  Sotsji, Rusland, vrouwen
- 2018:  Pyeongchang, Zuid-Korea, gemengddubbel

Wereldkampioenschappen
- 2015:  Sapporo, Japan
- 2018:  North Bay, Canada

Wereldkampioenschappen junioren
- 2008:  Östersund, Zweden
- 2009:  Vancouver, Canada